# ATC (M01)
Jest to część klasyfikacji anatomiczno-terapeutyczno-chemicznej:
- M – Układ mięśniowo-szkieletowy
  - M 01 – Leki przeciwzapalne i przeciwreumatyczne
  - M 02 – Leki do stosowania miejscowego w bólach stawów i mięśni
  - M 03 – Leki zwiotczające mięśnie
  - M 04 – Leki przeciw dnie
  - M 05 – Leki stosowane w chorobach układu kostnego
  - M 09 – Inne leki stosowane w zaburzeniach układu mięśniowo-szkieletowego

Obejmuje ona leki przeciwzapalne i przeciwreumatyczne:

## M 01 A – Niesteroidowe leki przeciwzapalne i przeciwreumatyczne
- M 01 AA – Pochodne butylopirazolidyny
  - M 01 AA 01 – fenylobutazon
  - M 01 AA 02 – mofebutazon
  - M 01 AA 03 – oksyfenbutazon
  - M 01 AA 05 – klofezon
  - M 01 AA 06 – kebuzon
- M 01 AB – Pochodne kwasu octowego
  - M 01 AB 01 – indometacyna
  - M 01 AB 02 – sulindak
  - M 01 AB 03 – tolmetyna
  - M 01 AB 04 – zomepirak
  - M 01 AB 05 – diklofenak
  - M 01 AB 06 – alklofenak
  - M 01 AB 07 – bumadyzon
  - M 01 AB 08 – etodolak
  - M 01 AB 09 – lonazolak
  - M 01 AB 10 – fentiazak
  - M 01 AB 11 – acemetacyna
  - M 01 AB 12 – difenpiramid
  - M 01 AB 13 – oksametacyna
  - M 01 AB 14 – proglumetacyna
  - M 01 AB 15 – ketorolak
  - M 01 AB 16 – aceklofenak
  - M 01 AB 17 – bufeksamak
  - M 01 AB 51 – indometacyna w połączeniach
  - M 01 AB 55 – diklofenak w połączeniach
- M 01 AC – Oksykamy
  - M 01 AC 01 – piroksykam
  - M 01 AC 02 – tenoksykam
  - M 01 AC 04 – droksykam
  - M 01 AC 05 – lornoksykam
  - M 01 AC 06 – meloksykam
  - M 01 AC 56 – meloksykam w połączeniach
- M 01 AE – Pochodne kwasu propionowego
  - M 01 AE 01 – ibuprofen
  - M 01 AE 02 – naproksen
  - M 01 AE 03 – ketoprofen
  - M 01 AE 04 – fenoprofen
  - M 01 AE 05 – fenbufen
  - M 01 AE 06 – benoksaprofen
  - M 01 AE 07 – suprofen
  - M 01 AE 08 – pirprofen
  - M 01 AE 09 – flurbiprofen
  - M 01 AE 10 – indoprofen
  - M 01 AE 11 – kwas tiaprofenowy
  - M 01 AE 12 – oksaprozyna
  - M 01 AE 13 – ibuproksam
  - M 01 AE 14 – deksibuprofen
  - M 01 AE 15 – flunoksaprofen
  - M 01 AE 16 – alminoprofen
  - M 01 AE 17 – deksketoprofen
  - M 01 AE 18 – naprokscynod
  - M 01 AE 51 – ibuprofen w połączeniach
  - M 01 AE 52 – naproksen i esomeprazol
  - M 01 AE 53 – ketoprofen w połączeniach
  - M 01 AE 56 – naproksen i mizoprostol
  - M 01 AE 57 – naproksen i difenhydramina
- M 01 AG – Pochodne kwasu fenamowego
  - M 01 AG 01 – kwas mefenamowy
  - M 01 AG 02 – kwas tolfenamowy
  - M 01 AG 03 – kwas flufenamowy
  - M 01 AG 04 – kwas meklofenamowy
- M 01 AH – Wybiórcze inhibitory cyklooksygenazy 2 (COX-2) – koksyby
  - M 01 AH 01 – celekoksyb
  - M 01 AH 02 – rofekoksyb
  - M 01 AH 03 – waldekoksyb
  - M 01 AH 04 – parekoksyb
  - M 01 AH 05 – etorykoksyb
  - M 01 AH 06 – lumirakoksyb
  - M 01 AH 06 – polmakoksyb
- M 01 AX – Inne
  - M 01 AX 01 – nabumeton
  - M 01 AX 02 – kwas niflumowy
  - M 01 AX 04 – azapropazon
  - M 01 AX 05 – glukozamina
  - M 01 AX 07 – benzydamina
  - M 01 AX 12 – polisiarczan glukozaminoglikanu
  - M 01 AX 13 – prokwazon
  - M 01 AX 14 – orgoteina
  - M 01 AX 17 – nimesulid
  - M 01 AX 18 – feprazon
  - M 01 AX 21 – diacereina
  - M 01 AX 22 – morniflumat
  - M 01 AX 23 – tenidap
  - M 01 AX 24 – oksaceprol
  - M 01 AX 25 – siarczan chondroityny
  - M 01 AX 26 – olej awokado i soi warzywnej, frakcje nieulegające zmydlaniu
  - M 01 AX 68 – feprazon w połączeniach

## M 01 B – Niesteroidowe leki przeciwzapalne i przeciwreumatyczne w połączeniach z innymi lekami
- M 01 BA – Niesteroidowe leki przeciwzapalne i przeciwreumatyczne w połączeniach z kortykosteroidami
  - M 01 BA 01 – fenylobutazon w połączeniach z kortykosteroidami
  - M 01 BA 02 – dipirocetyl w połączeniach z kortykosteroidami
  - M 01 BA 03 – kwas acetylosalicylowy w połączeniach z kortykosteroidami
- M 01 BX – Niesteroidowe leki przeciwzapalne i przeciwreumatyczne w połączeniach z innymi lekami

## M 01 C – Swoiste leki przeciwreumatyczne
- M 01 CA – Pochodne chinoliny
  - M 01 CA 03 – oksycynchofen
- M 01 CB – Preparaty złota
  - M 01 CB 01 – aurotiojabłczan sodu
  - M 01 CB 02 – sól sodowa kwasu aurotiosulfonowego
  - M 01 CB 03 – auranofina
  - M 01 CB 04 – aurotioglukoza
  - M 01 CB 05 – aurotioprol
- M 01 CC – Penicylamina i związki podobne
  - M 01 CC 01 – penicylamina
  - M 01 CC 02 – bucylamina
- M 01 CX – Inne swoiste leki przeciwreumatyczne